# Trambrug Bennebroek
De Trambrug Bennebroek is een voormalige dubbelsporige trambrug en sinds 2015 voetgangersbrug over de Bennebroekervaart in het tot de gemeente Bloemendaal behorende dorp Bennebroek in de provincie Noord-Holland.
De brug werd op 30 december 1932 geopend ten behoeve van de elektrische Tramlijn Haarlem - Leiden die in Bennebroek een nieuwe route buiten de dorpskern kreeg, dit in tegenstelling tot de voormalige stoomtram. Het tracé liep op een vrije baan door het Bennebroekbos, kruiste de Bennebroekervaart en Bennebroekerlaan en kwam uit op de Bennebroekerdreef aangelegd langs het tracé door de Bennebroekerduinen. Het was een eenvoudige oeververbinding met twee landhoofden. Al op 2 januari 1949 reed de tramlijn voor het laatst en werd de brug overbodig na slechts 16 jaar te zijn gebruikt. De brug kon daarna worden gebruikt voor wandelaars die met een houten trap het aan de noordkant gelegen weiland konden bereiken. Er waren twee bankjes met een mozaïek. Vlak voor de brug staken twee ingegraven kanonlopen uit te de grond, wat het geheel een zeventiende-eeuws karakter gaf.
Tot het najaar van 2014 verkeerde de al 65 jaar niet meer gebruikte brug in een deplorabele staat. Grote rubberen matten moesten voorkomen dat argeloze wandelaars die naar het weiland wilden lopen door de brug zouden zakken en in de Bennebroekervaart belandden.
De Stichting Move Amsterdam (Museum voor Openbaar vervoer en straatbeeld) wilde de vervallen brug als eerbetoon aan de voormalige Blauwe Tram herstellen. De gemeente, dorpsraad en de omwonenden vonden het een goed voorstel en gingen akkoord. Eind 2014 werd de verrotte houten bovenbouw verwijderd en de stalen basis van de brug gedemonteerd en bij een werf in Obdam opgeknapt. Begin 2015 werd de brug teruggeplaatst en onderging een metamorfose. De houten bovenbouw keerde terug en in het brugdek werden vier sporen uitgesneden. Ook verschenen in het midden twee bruin geschilderde bovenleidingmasten met aan de armen een stukje echte bovenleiding dat echter niet onder spanning staat. Aan de zuidzijde kwam een lichte hellingbaan met stoeptegels en aan de noordzijde een stenen trap om het lager gelegen grasland te kunnen bereiken. Voor de brug kwam een houten bordje met de naam "Trambrug" en een tweetal houten paaltjes.
De brug werd een gemeentelijk monument omdat het een cultuurhistorische waarde heeft als herinnering aan het forensenverkeer dat hier passeerde. De brug ligt schuin tegenover "Huize Flora" op nummer 43 aan de Bennebroekerlaan, ook een gemeentelijk monument.